# Malukui íbisz

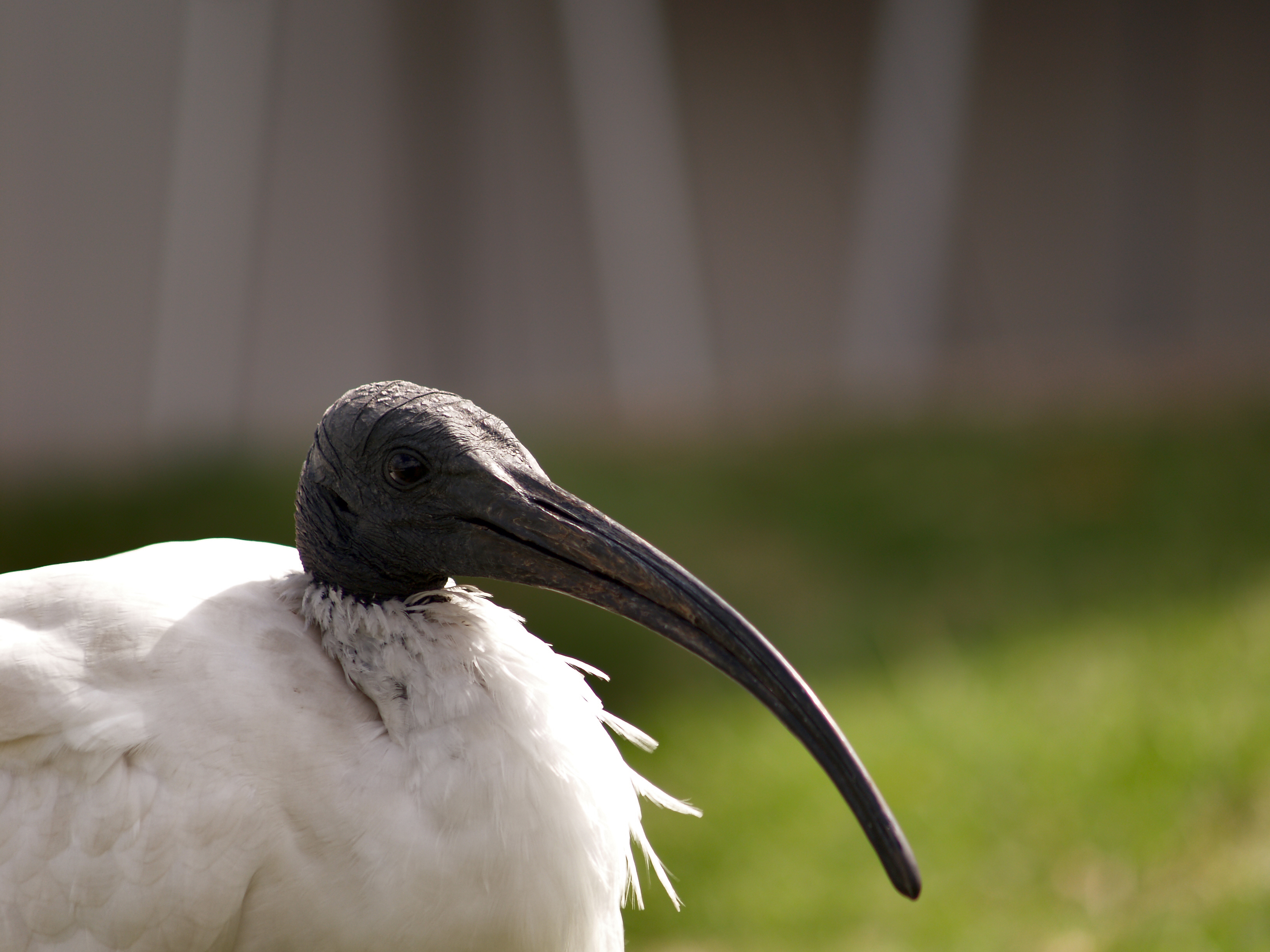
Portré

A malukui íbisz (Threskiornis moluccus) a madarak (Aves) osztályának a gödényalakúak (Pelecaniformes) rendjébe, ezen belül az íbiszfélék (Threskiornithidae) családjába és az íbiszformák (Threskiornithinae) alcsaládjába tartozó faj.

## Előfordulása
Ausztrália északi és keleti részén, Pápua Új-Guinea déli részén és Indonézia szigeteinek vízparti részein és mangrovemocsaraiban él.
Egyes vélekedések szerint nem más, mint a szent íbisz (Thereskiornis aethiopicus) Délkelet-Ázsiában és Ausztráliában élő alfaja.

## Alfajai
- molukka-szigeteki íbisz (Threskiornis moluccus molucca)  – ez az alfaj él az elterjedési terület legnagyobb részén
- Salamon-szigeteki íbisz (Threskiornis moluccus pygmaeus) – ez az alfaj kizárólag a Salamon szigeteken él; egyesek szerint önálló fajt alkot, Threskiornis pygmaeus néven
- Threskiornis molucca strictipennis

## Megjelenése
Nagyon hasonlít közeli rokonára, a szent íbiszre.
65–75 cm magas és 112–124 cm a szárnyfesztávolsága. Tollazata fehér, kivéve szárnyai fekete végét. Feje és nyaka fekete színű és csupasz.

## Életmódja
Rákokat, puhatestűeket és kis halakat keres a sekélyebb vizekben.

## Szaporodása
Mivel szubtrópusi és félszáraz területeken él, ahol a heves esőzések esetlegesek, vándorló életmódot folytat. Követi az esőzések frontvonalát, és csak akkor és ott költ, ahol kellő ideig rendelkezésére állnak a nedves körülmények.
Kolóniákban fészkel. Fészekalja 2-5 tojásból áll.
|  |  |

## Állatkertekben
Magyarországon csak a Veszprémi Állatkertben látható malukui íbisz.